# Hypselodoris californiensis
Hypselodoris californiensis är en snäckart som först beskrevs av Bergh 1879.  Hypselodoris californiensis ingår i släktet Hypselodoris och familjen Chromodorididae. Inga underarter finns listade i Catalogue of Life.